# Harvey Benge
Harvey Benge (27. července 1944 – 7. října 2019) byl novozélandský fotograf, který žil střídavě v Aucklandu a Paříži. Svá díla vystavoval v evropských galeriích.

## Život a dílo
Benge prohlašoval, že jeho fotografie byly inspirovány čímkoli, co přitahovalo jeho pozornost při chůzi ve městě. Uvedl, že „nejúspěšnější fotografie vyvolává otázky a nabízí divákovi něco jiného“.
První Bengova kniha Four Parts Religion, Six Parts Sin byla o Aucklandu. Jeho druhá kniha byla o návštěvě Dalajlámy na Novém Zélandu. Not Here. Not There obsahuje panoramata měst. V díle You Are Here (2007) zaznamenal svou návštěvu v Tokiu a byl zařazen do užšího výběru na Prix du Livre v roce 2006 na festivalu Rencontres d'Arles. Byl dvakrát finalistou soutěžní ceny.
Benge zemřel 7. října 2019 ve věku 75 let.

## Publikace
- Four Parts Religion, Six Parts Sin. New Zealand: Photoforum, 1993. ISBN 9780473021245. Úvodní slovo: Warwick Roger.
- A Celebration of Kindness: His Holiness the 14th Dalai Lama, New Zealand, September 1996. Dunedin, N.Z.: Trust for the Visit of His Holiness the Dalai Lama to New Zealand, 1996. ISBN  9780473042684.
- Not Here. Not There. Stockport: Dewi Lewis, 1998. ISBN 978-1899235766.
- Vital signs. Stockport: Dewi Lewis, 2000. ISBN 9781899235476.
- Lucky Box: a Guide to Modern Living. Stockport: Dewi Lewis, 2001. ISBN 9781899235933.
- First Ever Pictures of God. 2003. ISBN 9782911136047.
- Performance. 2005.
- Killing Time in Paradise. Cologne: Schaden, 2005. ISBN 9783932187476.
- You Are Here. 2007. Cologne: Schaden, 2006. Vydání 275 kopií.
- My House, my Head. Self-published, 2007. OCLC 226971287. Vydání 200 kopií.
- I Look at You, You Look at Me. Auckland: FAQ, 2008. ISBN 9780473139001. Vydání 300 kopií.
- Text Book. Auckland: FAQ, 2008. ISBN 9780473141011. Vydání 300 kopií.
- Sometimes a Cigar is Just a Cigar. Auckland: FAQ, 2008. ISBN 9780473139674. Vydání 300 kopií.
- You Won't be with me Tomorrow. Auckland: FAQ, 2009. ISBN 9780473151461.
- Small Anarchies from Home. Auckland: FAQ, 2009. ISBN 9780473152734.
- Against Forgetting. Auckland: FAQ, 2010. OCLC 649419691. Vydání 100 kopií.
- All the Places I've Ever Known. Heidelberg: Kehrer, 2010. ISBN 9783868281477.
- As it is? in Four Chapters. Auckland: FAQ, 2010. ISBN 9780473152734.
- Some of John's Friends. Auckland: FAQ, 2011. OCLC 756797365.
- Truth and Various Deceptions. Auckland: FAQ, 2011. OCLC 759931627.
- Skytower. Auckland: FAQ, 2011. OCLC 755962717. Vydání 50 kopií.
- Paris Diary, November 2010. Auckland: FAQ, 2011. OCLC 756797364. Vydání 75 kopií.
- Three Days in Kassel in June. Auckland: FAQ, 2011. OCLC 749389941.
- Cologne Stopover, June 2011. Auckland: FAQ, 2011. OCLC 749389858.
- Rome Pocket Guide. Auckland: FAQ, 2011. OCLC 781851424.
- Still Looking for it. Auckland: FAQ, 2011. OCLC 733659844. Vydání 75 kopií.
- Sri Lanka Diary, February 2011. Auckland: FAQ, 2011. OCLC 733600257. Vydání 75 kopií.
- Some Things You Should Have Told Me. Stockport: Dewi Lewis, 2013.
- Paris, November 2013. Auckland: FAQ, 2013. OCLC 881345601. Vydání 50 kopií.
- HB/AKL/MEL/SYD/AKL/21–26/5/2014 /. Auckland: FAQ, 2014. OCLC 904320367.
- You Won't be with me Tomorrow. Stockport: Dewi Lewis, 2014. ISBN 9781907893650.
- Not Food or Sex. Auckland: FAQ, 2015. OCLC 1050145979. Vydání 50 kopií.
- Un-solved Puzzles Re-main. Auckland: FAQ, 2015. OCLC 1050151110. Vydání 50 kopií.
- The Month Before Trump. Self-published, 2017. Vydání 50 kopií.
- The Lament. Stockport: Dewi Lewis, 2017. ISBN 978-1911306153.
- Home Town Dream. FAQ, 2017[5]. Vydání 50 kopií